# Чикишляр (пароход, 1859)
«Чикишляр»— колёсный пароход Каспийской флотилии Российской империи.

## Описание парохода
Колёсный пароход водоизмещением 287 тонн. Длина судна составляла 32 метра, ширина — 7 метров, а осадка — 1,1 метра. Пароход был способен развивать скорость до 8-ми узлов.

## История службы
Пароход «Чикишляр» был построен в Великобритании на заводе Митчела в 1859 году. Первоначально принадлежал обществу «Кавказ и Меркурий», однако в 1879 году был приобретён у этого общества Морским министерством Российской империи и включён в состав Каспийской флотилии.
В кампании с 1884 по 1887 год выходил в плавания в Каспийское море, при этом командир парохода капитан 2-го ранга М. М. Афанасьев в 1885 году был награждён орденом Святого Владимира IV степени с бантом за 25 лет службы и 8 кампаний, а в 1887 году — орденом Святой Анны III степени.
В кампанию 1896 года командир парохода капитан 2-го ранга В. Ф. Ритчер был награжден серебряной медалью «В память царствования императора Александра III», 14 (26) мая 1896 года — орденом Святого Станислава III степени.
9 (22) мая 1906 года пароход «Чикишляр» был исключён из списков судов Каспийской флотилии России.

## Командиры парохода
Командирами парохода «Чикишляр» в разное время служили:
- капитан 2-го ранга М. М. Афанасьев (с 29 февраля (12 марта) 1884 года до 1887 года)[3];
- капитан 2-го ранга В. Ф. Ритчер (с 7 (19) апреля 1896 года)[4].